# Sklářské muzeum (Kamenický Šenov)
Sklářské muzeum v Kamenickém Šenově je muzeum věnované historii rytého a broušeného skla v Kamenickém Šenově a okolí. Je členem Asociace muzeí a galerií České republiky, sídlí na ulici Osvobození v Kamenickém Šenově v historické budově zapsané od roku 2000 jako kulturní památka České republiky.

## Historie muzea

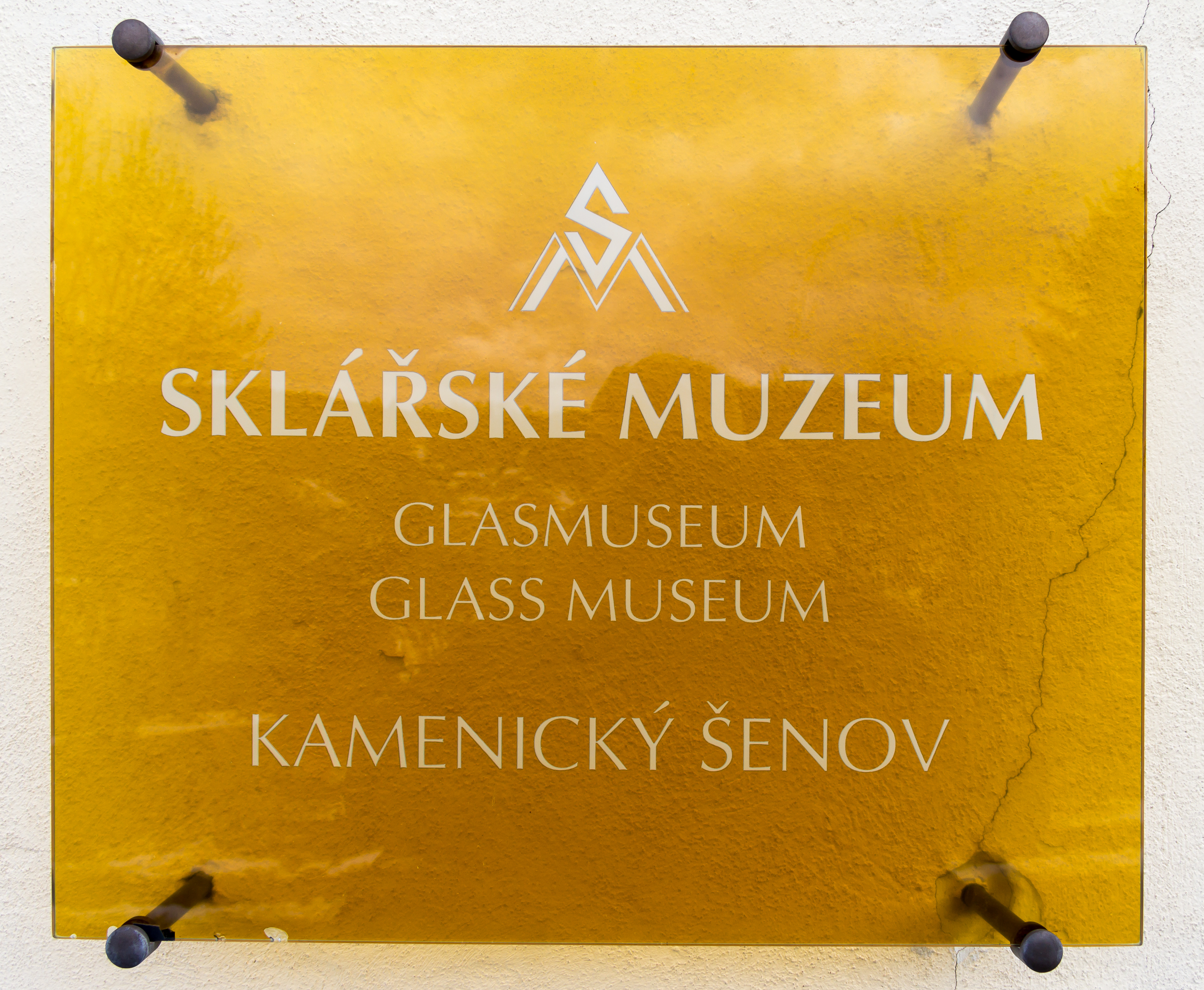
Informační cedule muzea

V roce 1923 bylo založeno městské muzeum spolu s vznikem muzejního spolku. Sbírky byly zprvu uloženy a vystavovány v zdejší sklářské škole, v roce 1927 pak v budově tehdejší radnice.
Roku 1949 byla existence odborného sklářského muzea schválena. Výstavní expozice získalo v budově zrušené rafinérie firmy Conrath & Liebsch proti sklářské škole. Budova pochází z roku 1770 a sloužila i jako přepřahací stanice se zájezdním hostincem.
V letech 1966 až 1991 se stalo pobočkou Muzea skla a bižuterie v Jablonci nad Nisou, poté roli zřizovatele převzalo město Kamenický Šenov. Roku 1968 se muzeum přestěhovalo do k tomuto účelu zrekonstruované budovy, kde sídlí dodnes. Budova klasicistního, patricijského slohu patřila dříve obchodním firmám se sklem a byla postavena roku 1789. Je kulturní památkou.

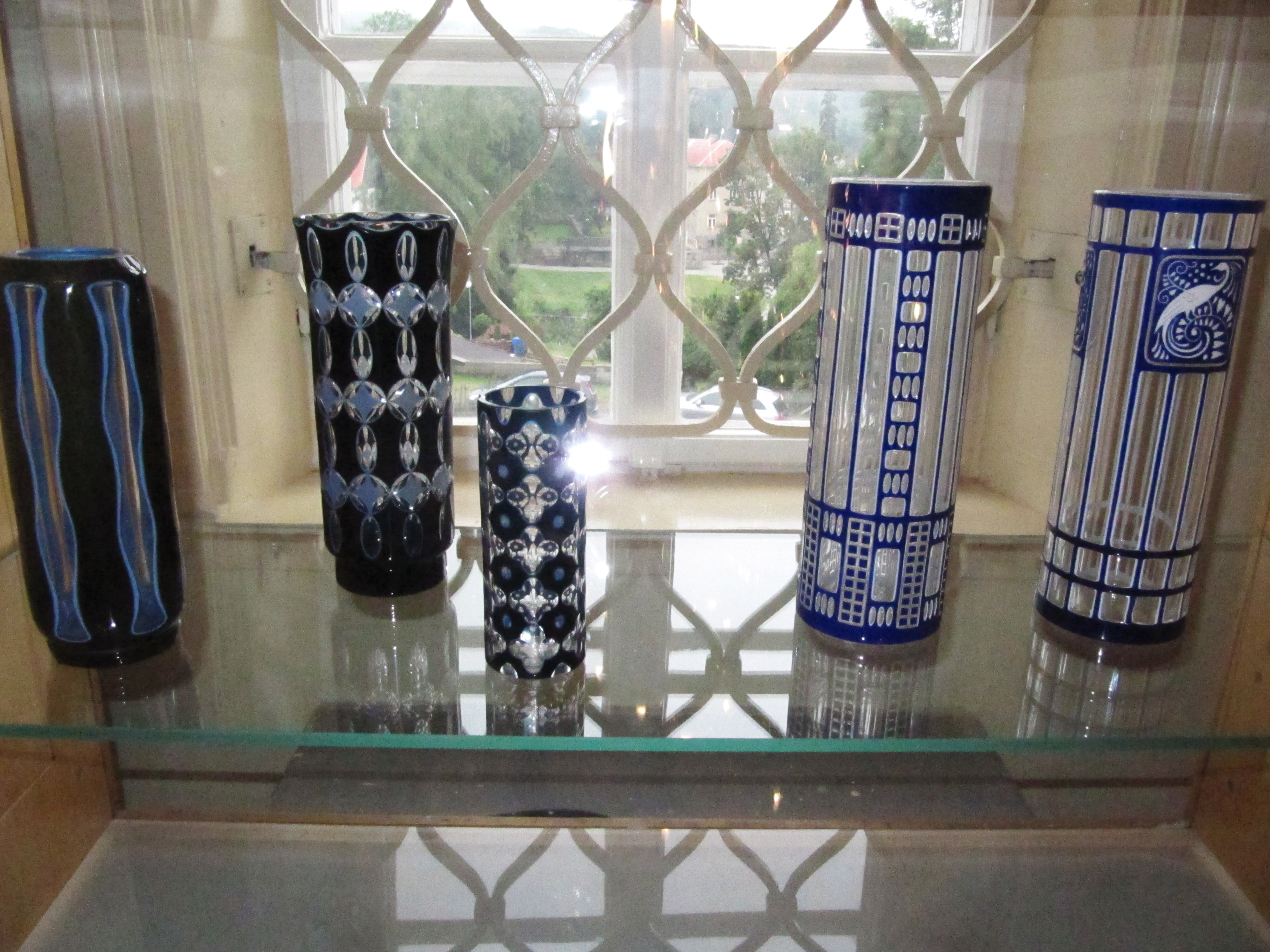
Ukázka sbírky v stálé expozici

## Zpráva o muzeu v roce 1988
Muzeum navštívilo 29 793 platících osob, dalších 900 byli hosté. Vybráno na vstupném bylo 74 561 Kčs. Činnost muzea zajišťovala vedoucí a odborná pracovnice, o víkendech vypomáhal důchodce a jedna brigádnice. Přes zimu byly prováděny inventury muzejních předmětů, kterých zde bylo 2955 kusů. Muzeum spolupracuje s místní sklářskou školou (Střední umělecko-průmyslová škola sklářská v Kamenickém Šenově), se státním podnikem Crystalex v Novém Boru, s koncernovým podnikem Lustry, MěnV Kamenický Šenov, Umělecko-průmyslovým muzeem v Praze a dalšími institucemi. V roce 1988 zde byly uspořádány dvě výstavky, rytce Bohuslava Horáčka a sochaře Pavla Wernera. Ve sklepních prostorách byla instalována výstavka manželů Roubíčkových spolu s svítidly z podniku Lustry.

## Expozice
Základem stálé expozice jsou sbírky Václava Jílka a pobočky vídeňské sklářské firmy J. & L. Lobmeyr, které v letech 1918–1951 budova patřila. Mimo dokumentace zdejšího sklářství jsou zde exponáty rytého a broušeného skla, lustrů a svítidel firmy J. & L. Lobmeyr.
Sbírky byly postupně doplňovány. Jsou zde upravovány i expozice jednorázové, také s využitím prací sklářské školy a zdejších Mezinárodních sympozií rytého skla.
Sezonu 2014 muzeum zahájilo otevřením nové expozice výtvarníka Vladimíra Kleina.

## Cestovní ruch
Budova muzea je na nedaleko středu města na ulici Osvobození čp. 69, na křižovatce s ulicí Kamenickou. Kolem muzea je vedena cyklotrasa 3056 a zeleně značená trasa pro pěší turisty z nedalekého náměstí T. G. Masaryka, kde je i zastávka autobusů meziměstské dopravy.